# カラワオ郡 (ハワイ州)
カラワオ郡（英: Kalawao County）は、アメリカ合衆国ハワイ州の郡である。モロカイ島の北海岸、カラウパパ半島またはマカナルア半島と呼ばれる地域にある。カラウパパ半島はモロカイ島の高低差400 m 以上ある海食崖の先に落ち込んだ陸地であるために本島とは孤立したような形になっており、陸路はロバの道があるだけである。
2010年国勢調査での人口は90人であり、テキサス州ラヴィング郡（人口82人）に次いで全米の郡では2番目に少ない郡である。世帯当たり収入の中央値は9,333ドルであり、全米で最も低い。

## 郡政府
カラワオ郡はマウイ郡の一部であるモロカイ島の他の領域とは別の郡として設定されている。集落はカラウパパ、カラワオ、ワイコルの3つがあり、マウイ郡はこれらに司法権を及ぼしていない。地図によってはカラワオ郡を1つの郡として示していない場合もある。
カラワオ郡はハワイ州保健局が管轄しており、郡政府を持たない。保健局によって地元住民の中から選別される保安官が1人いるのみである。

## 歴史
カラワオ郡はカラウパパ国立歴史公園の領域と同じである。ここは1860年代からハワイ王国、ハワイ共和国、ハワイ準州（Territory of Hawaii）およびハワイ州の時代を通じてハンセン病患者を隔離するカラウパパ居留地となっていた。ハンセン病が通院で治療可能となり、接触感染を抑えられることが分かった後の1969年に、この隔離政策は撤廃された。しかし、多くの患者はこの地に残ることを選び、ハワイ州も余生をここで暮らすことを認めた。新しい患者が入ること、あるいは恒久的な住人は認められない。訪問者は公式に認められたツアーでのみ許可されている。州法では16歳未満の者がこの地を訪れること、または住むことを禁じている。ただし、子供がその親戚を訪れる時に限って認められることになっている。
ベルギー人のカトリック教会司祭ダミアン神父（1840年1月3日 - 1889年4月15日）は、カラウパパでハンセン病患者たちのケアに生涯をささげ、自らもハンセン病で命を落とした。

## 地理
アメリカ合衆国国勢調査局に拠れば、郡域全面積は52.33平方マイル (135.5km2)であり、このうち陸地は13.21平方マイル (34.2 km2)、水域は39.12平方マイル (101.3 km2)で水域率は74.76%である。水域の大半は太平洋である。陸地面積では全米の郡で最小である。ただし、バージニア州の独立市にはこれより小さな都市が22市ある。

### 区域
伝統的にカラワオ郡の領域は4つのアフプアア（区域）に分けられている。下表のアフプアアは西から東に並べてある。
| No. | アフプアア | 面積 mi2 | 面積 km2 | 人口 |
| --- | ---------- | -------- | -------- | ---- |
| 1   | カラウパパ | 2.079    | 5.385    | 122  |
| 2   | マカナルア | 3.229    | 8.363    | 8    |
| 3   | カラワオ   | 3.294    | 8.531    | 9    |
| 4   | ワイコル   | 5.544    | 14.359   | 0    |
|     | カラワオ郡 | 14.146   | 36.638   | 139  |

カラウパパ区域はカラウパパ半島の西側にあり、その西域はモロカイ海岸の一部を含んでいる。マカナルア区域は半島中央部を北端に向かう細長い地域である。カラウパパ空港がマカナルア区域の北部にある。カラワオ区域は半島の東側と南東のワイアレイア・バレーを含んでいる。その南東のワイコル・バレーに無人集落ワイコル区域がある。

### 隣接する郡

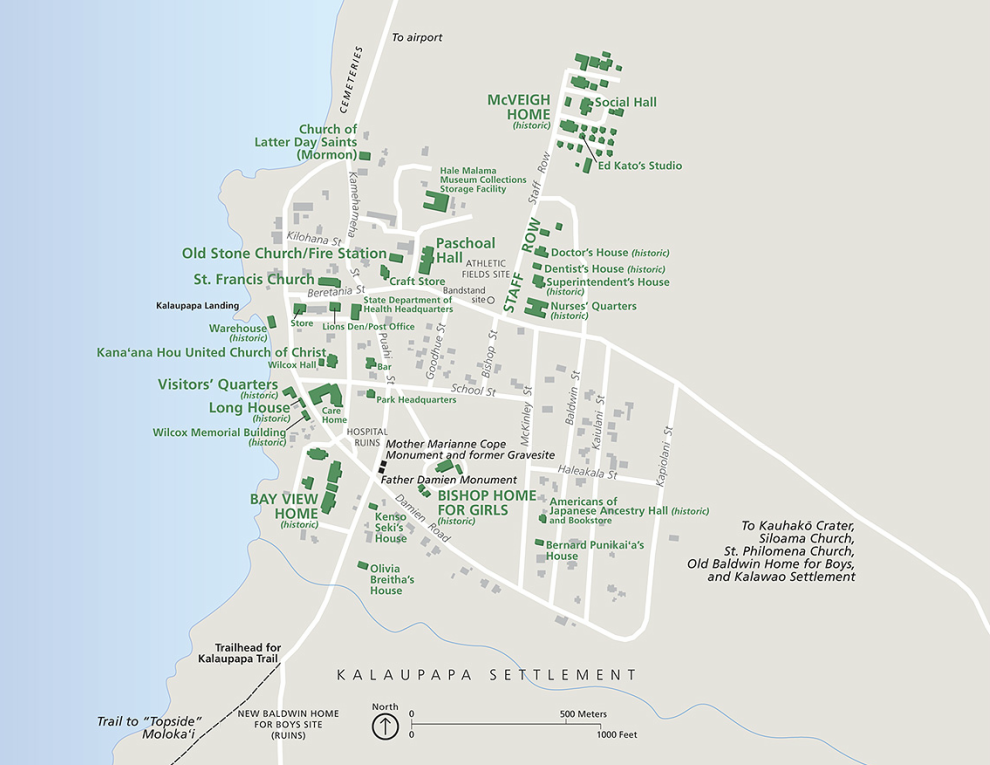
カラウパパの集落図

カラウパパ半島、手前側半島の先端にカラウパパ空港

- マウイ郡 — 南

## 人口動態
以下は2000年の国勢調査による人口統計データである。
| 基礎データ - 人口: 145人 - 世帯数: 115 世帯 - 家族数: 21 家族 - 人口密度: 4人/km2（11人/mi2） - 住居数: 172 軒 - 住居密度: 5軒/km2（13/mi2） 人種別人口構成 - 太平洋諸島系: 48.30% - 白人: 25.85% - アジア人: 17.01% - その他の人種: 2.72% - 混血: 6.12% - ヒスパニック・ラテン系: 4.08% | 年齢別人口構成 - 18歳未満: 2.0% - 18-24歳: 1.4% - 25-44歳: 18.4% - 45-64歳: 46.3% - 65歳以上: 32.0% - 年齢の中央値: 59歳 - 性比（女性100人あたり男性の人口） - 総人口: 98.6 - 18歳以上: 102.8 世帯と家族（対世帯数） - 18歳未満の子供がいる: 1.7% - 結婚・同居している夫婦: 16.5% - 未婚・離婚・死別女性が世帯主: 2.6% - 非家族世帯: 80.9% - 単身世帯: 79.1% - 65歳以上の老人1人暮らし: 31.3% - 平均構成人数 - 世帯: 1.28人 - 家族: 2.27人 |

1900年以降の国勢調査では人口が減少している。
| 1900 | 1910 | 1920 | 1930 | 1940 | 1950 | 1960 | 1970 | 1980 | 1990 | 2000 |
| ---- | ---- | ---- | ---- | ---- | ---- | ---- | ---- | ---- | ---- | ---- |
| 1177 | 785  | 667  | 605  | 446  | 340  | 279  | 172  | 144  | 130  | 147  |

2000年国勢調査以降各年7月1日時点の推計人口も減少している。
| 2000 | 2001 | 2002 | 2003 | 2004 | 2005 | 2006 | 2007 | 2008 | 2009 | 2010 |
| ---- | ---- | ---- | ---- | ---- | ---- | ---- | ---- | ---- | ---- | ---- |
| 145  | 138  | 133  | 129  | 119  | 119  | 119  | 118  | 117  | 83   | 90   |

## 交通
マウイ郡モロカイ島にあるモロカイ空港がモロカイ島への空の便を受け入れている。カラワオ郡にあるカラウパパ空港へはコミューター便利用が可能である。